# Brian Fatih
Brian Fatih (Atlanta, 18 de octubre de 1972) es un deportista estadounidense que compitió en vela en la clase Star.
Ganó una medalla de bronce en el Campeonato Mundial de Star de 2011. Participó en los Juegos Olímpicos de Londres 2012, ocupando el séptimo lugar en la clase Star.

## Palmarés internacional
| \| Campeonato Mundial \| Campeonato Mundial \| Campeonato Mundial \| Campeonato Mundial \| \| Año \| Lugar \| Medalla \| Clase \| \| ------------------ \| ------------------ \| ------------------ \| ------------------ \| \| 2011 \| Perth (Australia) \| Medalla de bronce \| Star \| |                   |                   |       |
| Campeonato Mundial |                   |                   |       |
| Año | Lugar             | Medalla           | Clase |
| 2011 | Perth (Australia) | Medalla de bronce | Star  |